# Mount Hirman
Mount Hirman ist ein 1070 m hoher und markanter Berg im westantarktischen Ellsworthland. Er ragt am südlichen Ende der Behrendt Mountains auf.
Der United States Geological Survey kartierte ihn anhand eigener Vermessungen und Luftaufnahmen der United States Navy aus den Jahren von 1961 bis 1967. Das Advisory Committee on Antarctic Names benannte ihn 1966 nach Joseph W. Hirman, wissenschaftlicher Leiter des United States Antarctic Research Program auf der Eights-Station im Jahr 1965.